# 半整數
在數學裡，半整數是指有著下列形式的數：
{\displaystyle n+1/2},
其中n為整數。例如，
4½, 7/2, −13/2, 8.5
等都是半整數。要注意整數的一半不一定總是半整數：偶數的一半便是一個整數，而非半整數。半整數恰好都是奇數一半之數。
所有半整數所組成之集合通常標記成
{\displaystyle \mathbb {Z} +{1 \over 2}}。

## 用途
半整數出現在數學文章中的次數，頻繁到足以因方便之故而付予其一特別的符號。例如，四維單位球的最密球體填充會將一個球放在全是整數或全是半整數的座標的點上；此種填充和赫爾維茲整數有很深的關連，其為其實係數全是整數或半整數的四元數。
更甚地，泡利不相容原理源自於費米子的定義為其自旋是半整數的粒子
量子諧振子的能階出現在半整數之中，且因此其最低能源不會是零。